# Billy Bean
Billy Bean (Santa Ana, California; 11 de mayo de 1964-Nueva York, 6 de agosto de 2024) fue un jugador de béisbol de Grandes Ligas, que era propietario de una empresa de bienes raíces en Miami en Florida.

## Inicios
De madre soltera, Billy se convirtió en un deportista multidisciplinario, destacando en el béisbol. Nació en Santa Ana, California en 1964.
Fue una estrella múltiples deportes en la preparatoria de Santa Ana, donde fue elegido "deportista del año". Fue seleccionado Valedictorian de su clase y pasó a convertirse en un "All-America" outfielder dos veces, antes de graduarse de la Universidad Loyola Marymount en 1986, con un título en Administración de Empresas.

## Carrera como deportista profesional
Fue jugador de los Tigres de Detroit, de los Padres de San Diego. Tiene el récord de ser el primer jugador de béisbol en conectar cuatro hits en su debut. Además jugó para equipos de Venezuela, México y Japón. 
Billy Bean jugó en las Grandes Ligas de Béisbol´, desde 1987 hasta 1995. Él irrumpió en las Grandes Ligas con los Tigres de Detroit, y posee el récord de grandes ligas con registro de 4 hits en su primer juego de las ligas mayores. Jugó para los Dodgers de Los Ángeles, y los Padres de San Diego.

## Vida personal
En 1999, Billy anunció públicamente ser gay.
Muy pocos deportistas de equipos profesionales han declarado públicamente ser gay. Entre los que lo han hecho se cuentan, Esera Tuaolo, Roy Simmons y Dave Kopay exjugadores de la NFL, Ian Roberts de la NRL y Glenn Burke y Billy Beane de las Grandes Ligas de Béisbol. 
Bean escribió un artículo de opinión apoyando la decisión del primer jugador de la NBA en declararse gay, John Amaechi.

## Muerte
Luego de luchar durante 11 meses contra un diagnóstico de leucemia mieloide aguda, Bean falleció el 6 de agosto de 2024, a los 60 años.

## Véase también

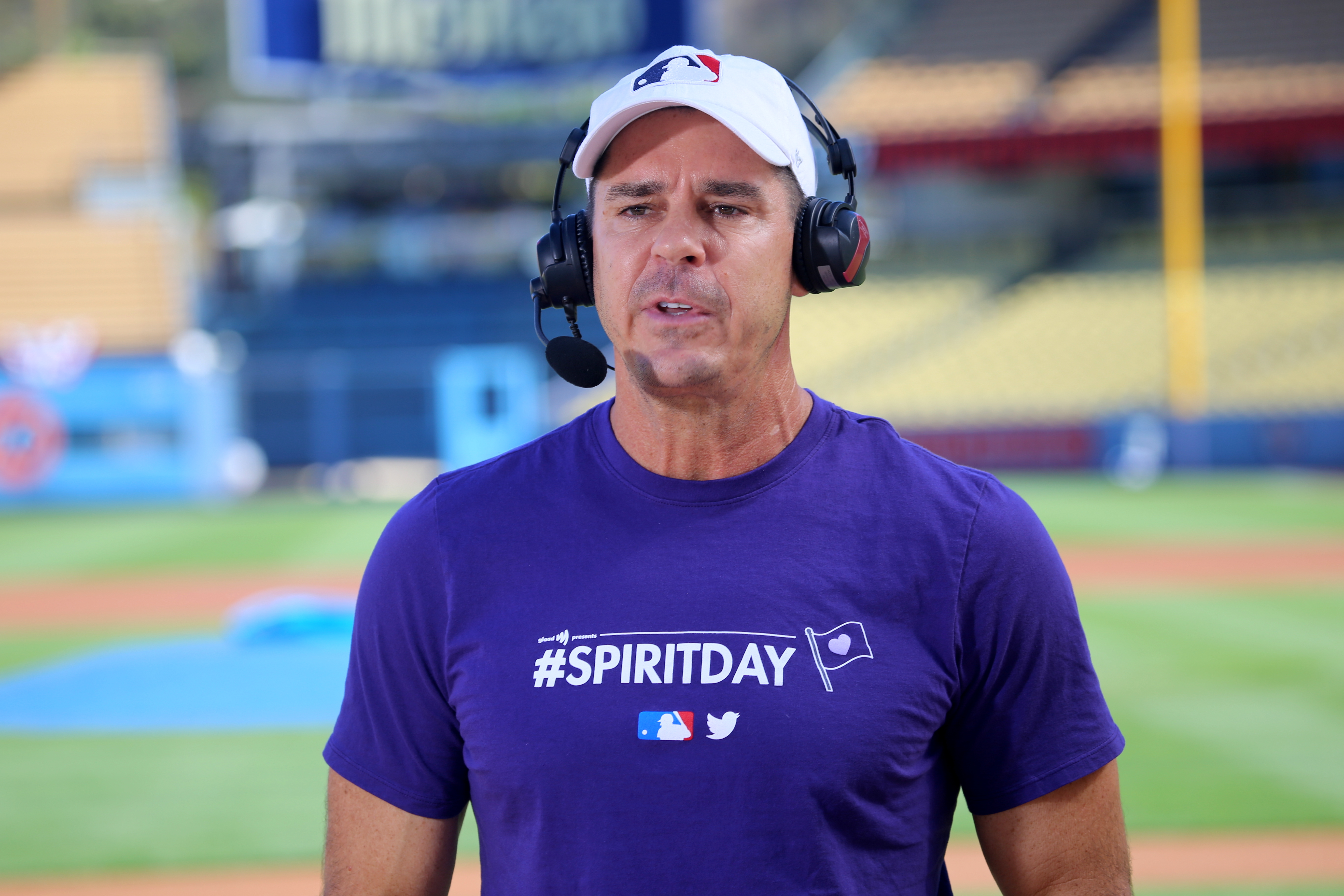
Billy Ben en el Doger Stadium (2016).